# Kanton Fréjus
Kanton Fréjus is een kanton van het Franse departement Var. Kanton Fréjus maakt deel uit van het arrondissement Draguignan en telt 42.253 inwoners in 2018.

## Gemeenten
Het kanton Fréjus omvatte tot 2014 de volgende 3 gemeenten:
- Bagnols-en-Forêt
- Fréjus (hoofdplaats)
- Les Adrets-de-l'Estérel

Ingevolge het decreet van 27 februari 2014 met uitwerking op 22 maart 2015 werd het kanton beperkt tot een zuidelijk deel van de gemeente Fréjus.